# Open Your Heart
 «Open Your Heart» (рус.  «Открой своё сердце») — сингл британской синтипоп-группы The Human League, изданный 28 сентября 1981 года лейблом Virgin Records, и написанный Филипом Оки и Джо Коллисом. Песня стала третьим синглом альбома Dare и последним синглом, который был выпущен до релиза пластинки.
Песня была выбрана Саймоном Дреппером из Virgin Records в качестве сингла, который был издан за три недели до выпуска альбома. Он попал в чарт Великобритании на шестое место и сразу же прибавил популярность группе.
Композиция получила положительные отзывы от критиков. Журнал Smash Hits назвал песню «настоящим хитом», а The Human League — большой будущей «финансовой надеждой» Virgin Records. Вместе с другим успешным синглом — «Love Action (I Believe in Love)» в Великобритании, «Open Your Heart» стал серебряным.

## Список композиций
Грампластинка
| №  | Название          | Автор(ы)              | Длительность |
| -- | ----------------- | --------------------- | ------------ |
| 1. | «Open Your Heart» | Филип Оки, Джо Коллис | 3:53         |

| №  | Название   | Автор(ы)                      | Длительность |
| -- | ---------- | ----------------------------- | ------------ |
| 1. | «Non-Stop» | Джо Коллис, Филип Эдриан Райт | 4:15         |

## Участники записи
The Human League:
- Филип Оки[англ.] — вокал
- Сьюзан Энн Салли[англ.] — бэк-вокал
- Джоанн Катеролл[англ.] — бэк-вокал
- Филип Эдриан Райт[англ.] — синтезатор
- Иэн Бёрден[англ.] — синтезатор
- Джо Коллис[англ.] — синтезатор

Технический персонал:
- Мартин Рашент — музыкальный продюсер

| Хит-парад (1981—1982)              | Высшая позиция | Пребывание |
| ---------------------------------- | -------------- | ---------- |
| Бельгия/Фландрия (Ultratop 50)     | 12             | 5 недель   |
| Великобритания (UK Singles Chart)  | 6              | 9 недель   |
| Ирландия (IRMA)                    | 8              | 8 недель   |
| Нидерланды (Single Top 100)        | 20             | 4 недели   |
| Новая Зеландия (Recorded Music NZ) | 43             | 2 недели   |

| Регион | Сертификация | Продажи |
| --- | ------------ | ------- |
| Великобритания (BPI) | Серебряный   | 60 000^ |
| * Данные о продажах приведены только на основе сертификации. ^ Данные о тиражах приведены только на основе сертификации. |              |         |